# Liste der Pfarren im Dekanat Großweikersdorf
Das Dekanat Großweikersdorf ist ein Dekanat im Vikariat Unter dem Manhartsberg der römisch-katholischen Erzdiözese Wien.

## Pfarren mit Kirchengebäuden und Kapellen
| Ort                   | Pfarrverband         | Ink.               | Seit                      | Patrozinium                   | Kirchengebäude und Kapellen | Bild                        |
| --------------------- | -------------------- | ------------------ | ------------------------- | ----------------------------- | --- | --------------------------- |
| Absdorf               | Wagram-Au            |                    | vermutlich 1234, neu 1784 | Hl. Mauritius                 | Pfarrkirche Absdorf | Pfarrkirche Absdorf         |
| Bierbaum am Kleebühel | Wagram-Au            |                    | 1784                      | Hl. Laurentius                | Pfarrkirche Bierbaum am Kleebühel | Pfarrkirche Bierbaum        |
| Fahndorf              | Ziersdorf            |                    | 1783                      | Hl. Geist                     | Pfarrkirche Fahndorf | Pfarrkirche Fahndorf        |
| Gettsdorf             | Ziersdorf            |                    | 1651                      | Hl. Valentin                  | Pfarrkirche Gettsdorf Filialkirche Hollenstein, Filialkirche Minichhofen                                                                | Pfarrkirche Gettsdorf       |
| Glaubendorf           | Ziersdorf            |                    | vor 1283, neu 1956        | Hll. Philipp und Jakob        | Pfarrkirche Glaubendorf | Pfarrkirche Glaubendorf     |
| Großmeiseldorf        | Ziersdorf            |                    | 1783                      | Allerheiligste Dreifaltigkeit | Pfarrkirche Großmeiseldorf | Pfarrkirche Großmeiseldorf  |
| Großweikersdorf       | Mittleres Schmidatal |                    | um 1200                   | Hl. Georg                     | Pfarrkirche Großweikersdorf Kapelle in Ameistal, Kapelle in Kleinwiesendorf, Kapelle in Großwiesendorf, Kapelle in Baumgarten am Wagram | Pfarrkirche Großweikersdorf |
| Großwetzdorf          | Mittleres Schmidatal |                    | 1783                      | Hl. Thomas                    | Pfarrkirche Großwetzdorf Kapelle in Kleinwetzdorf                                                                                       | Pfarrkirche Großwetzdorf    |
| Königsbrunn am Wagram | Wagram-Au            |                    | 1783                      | Hl. Johannes der Täufer       | Pfarrkirche Königsbrunn am Wagram | Pfarrkirche Königsbrunn     |
| Neuaigen              | Wagram-Au            |                    | um 1220, neu 1730         | Mariä Himmelfahrt             | Pfarrkirche Neuaigen | Pfarrkirche Neuaigen        |
| Niederrußbach         | Mittleres Schmidatal |                    | 1359                      | Hl. Oswald                    | Pfarrkirche Niederrußbach Filialkirche Oberrußbach, Filialkirche Tiefenthal                                                             | Pfarrkirche Niederrußbach   |
| Oberthern             | Mittleres Schmidatal |                    | 1784                      | Hl. Martin                    | Pfarrkirche Oberthern Glockenturm Unterthern                                                                                            | Pfarrkirche Oberthern       |
| Radlbrunn             | Ziersdorf            | Lilienfeld (OCist) | 1783                      | Hl. Johannes der Täufer       | Pfarrkirche Radlbrunn | Pfarrkirche Radlbrunn       |
| Rohrbach              | Ziersdorf            |                    | vor 1354                  | Hl. Andreas                   | Pfarrkirche Rohrbach bei Ziersdorf Filialkirche Kiblitz, Kapelle in Dippersdorf                                                         | Pfarrkirche Rohrbach        |
| Ruppersthal           | Mittleres Schmidatal |                    | vor 1400                  | Hl. Ägidius                   | Pfarrkirche Ruppersthal | Pfarrkirche Ruppersthal     |
| Stetteldorf am Wagram | Wagram-Au            |                    | 1359                      | Hl. Johannes der Täufer       | Pfarrkirche Stetteldorf am Wagram Ortskapelle Eggendorf am Wagram                                                                       | Pfarrkirche Stetteldorf     |
| Stranzendorf          | Mittleres Schmidatal |                    | 1711                      | Hll. Peter und Paul           | Pfarrkirche Stranzendorf Kapelle in Oberparschenbrunn                                                                                   | Pfarrkirche Stranzendorf    |
| Ziersdorf             | Ziersdorf            |                    | 1783                      | Hll. Wolfgang und Katharina   | Pfarrkirche Ziersdorf | Pfarrkirche Ziersdorf       |

## Dekanat Großweikersdorf
Das Dekanat umfasst 18 Pfarren im Weinviertel im nördlichen Niederösterreich mit rund 12.000 Katholiken.
Am 29. November 2015 wurden für alle Pfarren der Erzdiözese Wien Entwicklungsräume definiert. Die Pfarren sollen in den Entwicklungsräumen stärker zusammenarbeiten, Pfarrverbände oder Seelsorgeräume bilden. Am Ende des Prozesses sollen aus den Entwicklungsräumen neue Pfarren entstehen. Im Dekanat Großweikersdorf wurden folgende Entwicklungsräume festgelegt:
- Fahndorf, Gettsdorf, Glaubendorf, Großmeiseldorf, Radlbrunn, Rohrbach und Ziersdorf
- Absdorf, Bierbaum am Kleebühel, Königsbrunn am Wagram, Neuaigen und Stetteldorf am Wagram
- Großweikersdorf, Großwetzdorf, Niederrußbach, Oberthern, Ruppersthal und Stranzendorf

## Dechanten
- seit ? Edmund Tanzer OCist, Pfarre Radlbrunn